# Bonya Ahmed
Pour les articles homonymes, voir Ahmed.
Rafida Bonya Ahmed, mieux connue sous son pseudonyme Bonya Ahmed, née en 1969, est une écrivaine, militante humaniste et blogueuse banglado-américaine.

## Biographie
Rafida Bonya Ahmed naît en 1969 à Dacca, au Bangladesh. Elle obtient un diplôme de premier cycle en informatique de l'université d'État du Minnesota à Mankato .
Bonya Ahmed rencontre son mari, Avijit Roy, à travers leurs écrits sur Mukto-Mona, la première plate-forme en ligne pour les libres-penseurs, les athées et les blogueurs et écrivains laïques de langue bengali fondée par Avijit. Ce groupe lance la première célébration du Darwin Day au Bangladesh. Elle est l'une des modératrices de la plateforme Mukto-Mona, qui est reconnue internationalement en 2015 et reçoit le prix du jury BOBS. Bonya Ahmed écrit Bibortoner Path Dhore («Le long du chemin de l'évolution», 2007), l'un des premiers livres de vulgarisation scientifique au Bangladesh sur l'évolution biologique.
Bonya Ahmed a une fille, Trisha Ahmed, issue de son premier mariage. Trisha Ahmed écrit un article avec son beau-père Avijit pour le magazine Free Inquiry sur les blogueurs laïques emprisonnés. Bonya Ahmed reçoit en 2011 un diagnostic de cancer de la thyroïde mais elle entre en rémission après un traitement intensif.
Le 26 février 2015, Bonya Ahmed et Avijit Roy sont attaqués par des extrémistes islamistes armés de machettes alors qu'ils se rendaient à Dacca lors d'un voyage de dédicace. Ils sont attaqués au milieu de la rue lors d'un salon du livre très fréquenté. Avijit Roy meurt après son transfert à l'hôpital et Bonya Ahmed est gravement blessée,.
Elle décide de prendre un congé de son travail de directrice principale d'un bureau de crédit aux États-Unis après cette attaque. Elle commence alors à travailler avec les associations humanistes en Europe et aux États-Unis pour faire prendre conscience des attaques contre les intellectuels laïques au Bangladesh par les fondamentalistes islamiques et en juillet de cette année elle donne la conférence Voltaire de la British Humanist Association.
Elle mène des travaux de recherche sur le fondamentalisme islamique en tant que chercheuse invitée à l'université du Texas à Austin. Elle reçoit le prix « Forward » de la Freedom From Religion Foundation en 2016. Elle est membre du jury du prix BOBS Best of Online Activism Award de Deutsche Welle.
Le 20 avril 2018, Bonya Ahmed donne une conférence TEDx à Exeter, expliquant comment elle s'est remise de l'attaque terroriste de 2015 qui a laissé son mari mort et elle-même physiquement et émotionnellement marquée à vie.

## Ouvrages et conférences
- Bibortoner Path Dhore (« Le long du chemin évolutif »), 2007, Abosor Prakashani, Dhaka.
- Fighting Machetes with Pens, conférence Voltaire 2015.
- Bonya Ahmed au panel de l'ONU pour « Mettre fin à l'impunité pour les crimes contre les journalistes ».
- Réunion d'information de la Commission des droits de l'homme de Tom Lantos sur les droits de l'homme au Bangladesh.
- Conférence à Harvard Humanist Hub.
- Discours d'ouverture au Reason Rally 2016.
- Conférence annuelle 2016 de l'American Humanist Association.
- Conférence à la 4e Conférence sur les femmes dans la laïcité 2016.